# منصة توصيل المحتوى
منصة توصيل المحتوى (CDP)هي خدمة محتوى الـبرمجيات كخدمة (SaaS) وتُشبه نظام إدارة المحتوى (CMS) الذي يستخدم رمز برمجيات مدمجة لتوصيل محتوى الشبكة. فبدلاً من تثبيت البرمجيات على خوادم العميل، تقوم منصة توصيل المحتوى بتلقيم المحتوى من خلال قصاصات تعليمات برمجية مُدمجة، عن طريق ودجة (widget) جافاسكريبت، أو ودجة وامضة (Flash widget) أو من جانب الخادم (server-side) أجاكس (Ajax).
وليست منصات توصيل المحتوى هي نفسها شبكات توصيل المحتوى (content delivery networks) فالشبكات تُستخدم في إعلام الويب الكبير ولا تعتمد على رمز البرمجيات المُدمج. وتُستخدم منصة توصيل المحتوى في جميع أنواع محتوى الويب حتى المحتوى القائم على نص،
ويمكن بدلاً من ذلك استخدام منصة توصيل المحتوى لجلب العديد من المحتوى المُجمع في موقع رئيسي واحد، ومن ثَم إعادة توجيهه في نقابة ويب.
وقد صاغ مصطلح منصة توصيل المحتوى مهندس برمجيات موقع فييد أس (Feed.Us) جون ولبورن (John Welborn) أثناء عرضه أمام جمعية مطوري الويب بشيكاغو.
وفي آواخر عام 2007، باشرت اثنتان من خدمات تعليق المُدونة استخدامها للخدمات على أساس منصة توصيل المحتوى، فيقوم كلٌ من انتنس ديبيت (Intense Debate) ودسكاس (Disqus) باستعمال ودجات/أدوات الجافاسكربت لعرض تعليقات المدونة وجمعها على المواقع الإلكترونية.